# Nemoria unilinearia
Nemoria unilinearia là một loài bướm đêm trong họ Geometridae.